# 法尔维希
法尔维希是德国莱茵兰-普法尔茨州的一个市镇。总面积5.70平方公里，总人口443人，其中男性213人，女性230人（2011年12月31日），人口密度78人/平方公里。